# Cowal
Cowal (em gaélico escocês:  Còmhghall) é uma península em Argyll and Bute, no oeste da Escócia, que se estende até o estuário de Clyde.
A parte norte da península é coberta pelo Parque Florestal de Argyll, administrado pela Forestry and Land Scotland. Os Alpes Arrochar e a península de Ardgoil, ao norte, margeiam os lagos, enquanto que o parque florestal se espalha pelas encostas e passagens das montanhas, fazendo de Cowal uma das áreas mais remotas a oeste da Escócia continental. O Parque nacional Lago Lomond e os Trossachs se estendem até Cowal. A península é separada de Knapdale pelo Loch Fyne, e de Inverclyde e North Ayrshire ao leste pelo estuário de Clyde. O Loch Long e seu braço, Loch Goil, ficam ao nordeste. O sul da península é dividido em três bifurcações pelo Loch Striven e Loch Ruel). A ilha de Bute fica ao sul, separada pelos estreitos Kyles of Bute, que conectam o estuário de Clyde ao Loch Ruel.
O único burgh de Cowal é Dunoon, no sudeste, a partir do qual as balsas navegam para Gourock em Inverclyde. Outras balsas partem de Portavadie, no oeste, para Tarbert, em Kintyre, e de Colintraive, no sul, para Rhubodach, na ilha de Bute.
Grande parte da Cowal já foi dominada pelos Lamonts. Mais tarde, os Campbells passaram a ser uma das famílias mais poderosas da Cowal.

## Geografia e geologia

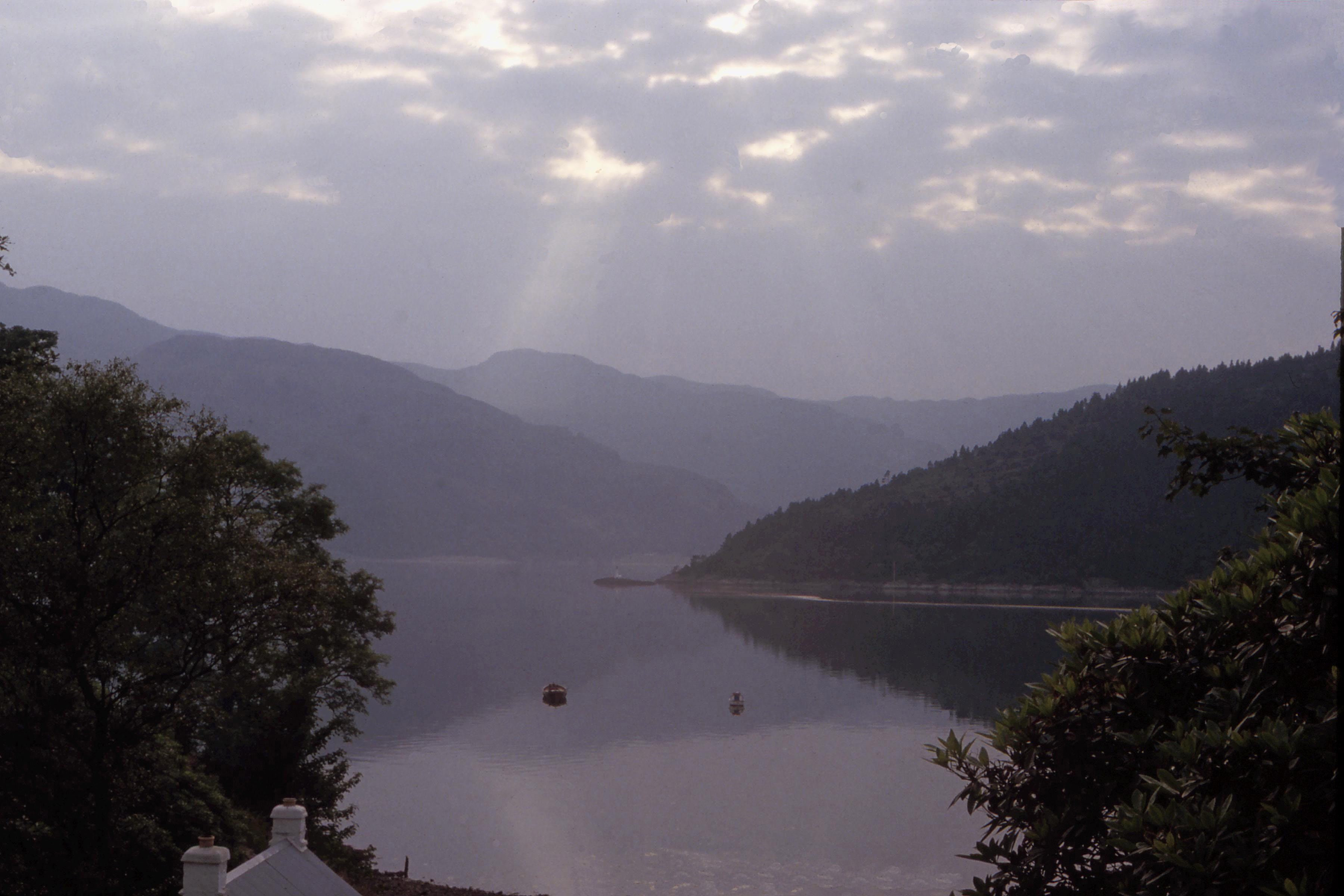
Uma vista do norte da Cowal a partir de uma área do Lennox que agora é considerada como "Argyll"

A península de Cowal é delimitada pelo Loch Fyne, a oeste, e Loch Long e o estuário de Clyde, a leste. É separada da ilha de Bute pelos profundos estreitos dos Kyles of Bute. O litoral é formado por lagos profundos, principalmente o Loch Riddon e o Loch Striven. Estes dividiram a metade sul da Cowal em três penínsulas mais estreitas; a oeste, a península de Kilfinan e a leste, a península de Toward, que também é isolada do norte da Cowal, pelo Holy Loch. A pequena península central é separada da península de Kilfinan pelo Loch Riddon e pela interseção de Bute e seus Kyles.
A geologia subjacente da Cowal é composta basicamente de rochas metamórficas resistentes, mas ao sul da parte da Falha das Terras Altas da península Toward é composta de rochas sedimentares. A paisagem é montanhosa, o terreno elevado dominado por urzais, musgos de turfa e a floresta que frequentemente se estende pelas margens dos lagos até a beira da água. A área cultivada de terras agrícolas é pequena. A maioria das terras pertence a propriedades ou a Forestry and Land Scotland, exceto nas áreas mais povoadas.
A costa é principalmente rochosa e as poucas praias são principalmente de seixos e cascalho, exceto no Loch Fyne: a maior praia de areia fica em Ardentinny, no Loch Long. As únicas áreas de várzea ficam ao redor da costa, onde a maior parte dos assentamentos é encontrada, particularmente em torno do maior assentamento da Cowal, Dunoon, no estuário de Clyde. Outros assentamentos incluem Innellan, Sandbank, Kilmun, Strone, Arrochar, Lochgoilhead, Tighnabruaich, Kames e Strachur.

## Transportes

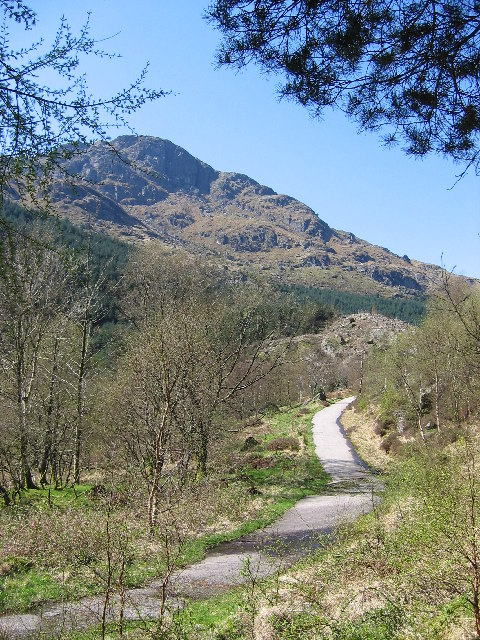
Estrada militar que leva ao Rest and be Thankful

A estrada principal A83 cruza o extremo norte da passagem peninsular Arrochar na cabeceira do Loch Long e Cairndow perto da cabeceira do Loch Fyne. Em parte, segue ou corre paralelamente à histórica estrada militar de William Caulfield, que leva o nome de Rest and Be Thankful devido ao assento de pedra erguido no cume da cabeceira do Glen Croe. Como a estrada A83 fica sujeita a deslizamentos de terra, a rota antiga era usada como uma rota de desvio. As outras estradas A são a A815, que liga a A83 a Dunoon via Strachur, onde a A886 a deixa e segue para o sul via Glendaruel até Colintraive, onde a balsa a conecta à ilha de Bute e à A8003 que liga Tighnabruaich à A886. Outras estradas são estradas B secundárias, estradas estreitas ou trilhas.
Em Colintraive, a balsa de veículos Caledonian MacBrayne leva cinco minutos para atravessar o estreito de 400 jardas até Rhubodach ilha de Bute. A balsa de Portavadie para Tarbert em Kintyre através do Loch Fyne leva 25 minutos. Os serviços frequentes operados pela Argyll Ferries conectam Dunoon a Gourock, onde se conectam com trens da Estação Central de Glasgow.

## História
As evidências de ocupação precoce da área estão na forma de montes de pedras ou túmulos. Um exemplo é um monte de pedras da Idade do Bronze, entre 2000 a.C. e 800 a.C., situado próximo ao cume do Creag Evanachan, a 195 metros acima do nível do mar, com vista para o Lago Fyne. É um monte de pedras com cerca de 20 metros de diâmetro e até 2 metros de altura. Outro é o monte de pedras em Dunchraigaig, que tem 30 metros de diâmetro e foi escavado pela primeira vez em 1864. No extremo sul, uma cista continha depósitos de ossos queimados de 8 ou 10 corpos. Uma cista menor no centro continha uma tigela, ossos queimados, carvão e lascas de pedra e, na argila abaixo deles, os restos de um enterro. Uma terceira cista ainda menor também continha uma tigela de comida, ossos queimados e lascas de sílex. Uma pedra de amolar, uma faca de pederneira, fragmentos de cerâmica e um machado de pedra verde também foram encontrados.

### Argyle
Quando os irlandeses invadiram a região, ela se tornou parte do reino de Dál Riata. O Cenél Comgaill, um grupo de parentes em Dál Riata, controlava a península de Cowal, que consequentemente tomou seu nome (evoluindo ao longo do tempo de Comgaill para Cowal). Antes disso, pouco se sabe, exceto como revelado arqueologicamente, embora a região possa ter sido parte do reino picto de Fortriu.
Após uma invasão subsequente pelos nórdicos, as ilhas Hébridas de Dál Riata se tornaram o Reino das Ilhas, que após a unificação norueguesa se tornou parte da Noruega, como Suðreyjar (historicamente anglicizado como Sodor). As partes restantes de Dál Riata atraíram o nome Argyle (mais tarde Argyll), em referência à sua etnia. De uma maneira pouco clara, o reino de Alba foi fundado em outros lugares por grupos originários de Argyll e expandido para incluir o próprio Argyll.
No entanto, uma campanha militar nórdica do século XI levou à transferência formal de Lorn, Islay, Kintyre, Knapdale, Bute, e Arran, para Suðreyjar. Isso deixou Alba sem nenhuma parte de Argyll, exceto Cowal, e a terra entre o Loch Awe e o Loch Fyne. Depois que Alba se uniu ao Mormaer de Moray, ao longo do século, tornou-se a Escócia. Em 1326, um xerife foi nomeado para as partes escocesas de Argyll.
Embora, após o Tratado de Perth, o Estado sucessor de Suðreyjar, o Senhorio das Ilhas, tenha caído sob a autoridade nominal do rei escocês, foi somente em 1475 que ele foi fundido à Escócia (a ocasião sendo a punição de seu governante por uma conspiração antiescocesa). O xerifado de Argyll foi expandido para incluir as áreas continentais adjacentes do senhorio. Após as reformas do governo local no século XIX, as províncias tradicionais foram formalmente abolidas, em favor de municípios alinhados com xerifes, de modo que Cowal se tornou apenas uma parte do condado de Argyll.

### Clãs e Castelos

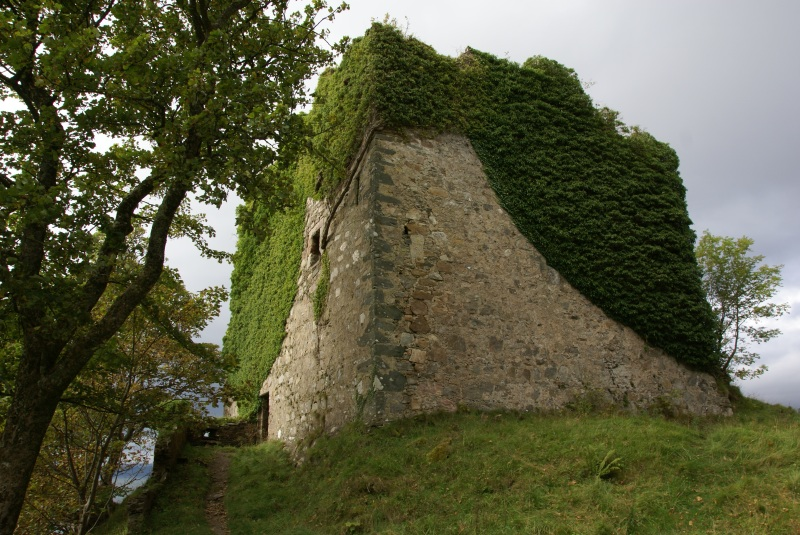
Castelo de Lachlan

A história da Cowal está ligada aos clãs que a habitaram. Aparentemente, no século XI, uma herdeira não identificada do Cenél Comgaill casou-se com Anrothan, neto do rei do Cenél nEógain, de Ulster. As tradições dos clãs argumentam que as terras de Anrothan foram transferidas para um descendente chamado Aodha Alainn O'Neil, que teve os seguintes filhos:
- Neil, que fundou o Clã MacNeil de Argyll, que eram castelões do Castelo Sween em Knapdale, em nome dos Senhores das Ilhas. O Clã MacNeil da Barra afirma estar relacionado a eles, embora não esteja claro como eles se envolveram com a Barra.
- Gillachrist, cujo filho foi:
  - Lachlan Mor, que fundou o Clã Maclachlan, que governava do Castelo Lachlan, na costa do Loch Fyne.
- Dunslebhe, cujos filhos foram:
  - Ewen, que fundou o Clã Ewen de Otter, que governava do Castelo MacEwen, na península de Kilfinan.
  - Fearchar, que fundou o Clã MacKerracher, renomeado Clã Lamont após 1235, em homenagem a Lauman, o então chefe. O Clã Lamont governou do Castelo Toward, na península de Toward.

As escavações realizadas no Castelo MacEwen mostraram que o local teve vários estágios de desenvolvimento antes de ser a herdade medieval defendida pelos MacEwens; a princípio, havia um recinto em paliçadas e, em seguida, um forte promontório com uma muralha de madeira.

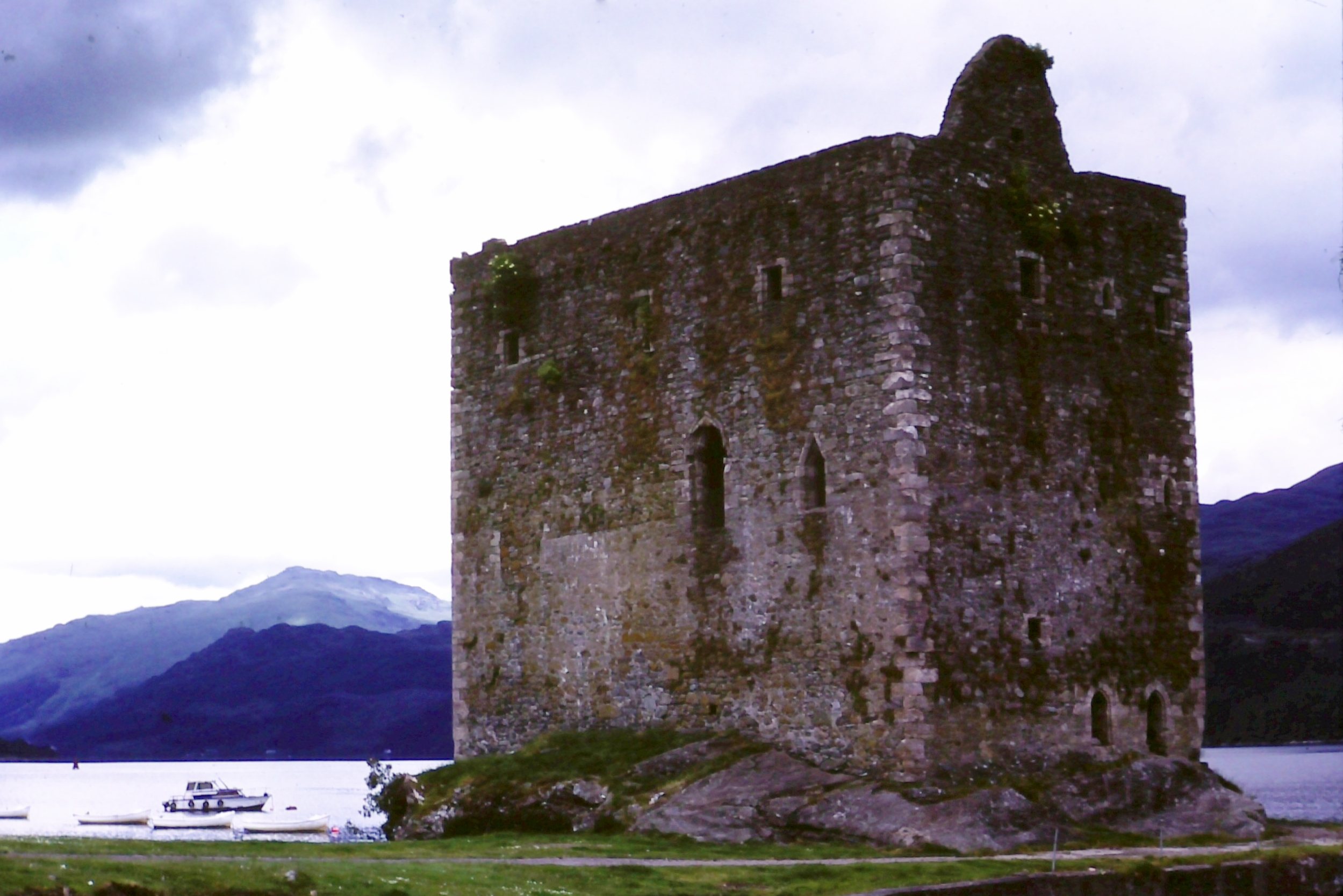
Castelo Carrick

As áreas remotas no nordeste de Cowal, teoricamente sob o domínio do Clã Lamont, eram usadas pelos reis escoceses para caçar; de fato, Cowal foi a última parte da Grã-Bretanha a ter javalis. Quando o rei João Balliol foi ameaçado por seu rival, Roberto de Bruys, o aliado de Balliol, o rei da Inglaterra, estabeleceu Henrique Percy no Castelo Carrick, na região; da mesma forma o Castelo Dunoon mais ao sul. De Bruys expulsou os ingleses da Cowal, com a ajuda dos Campbells (que ficavam nas proximidades do Loch Awe) e finalmente derrotou Balliol. O filho de De Bruy deu o Castelo Carrick aos Campbells, enquanto, depois de passar algum tempo como posse direta do rei, o Castelo Dunoon foi entregue a eles por Jaime III, que fez dos Campbells seus Guardiões Honorários.

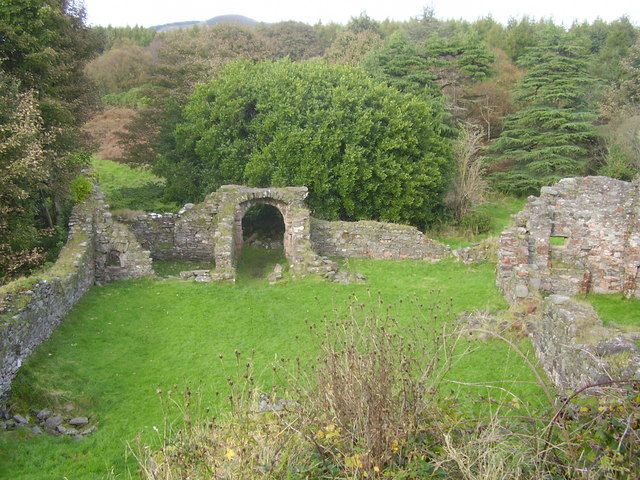
As ruínas do Castelo Toward

Durante a guerra civil entre realistas e puritanos, os Campbells ficaram do lado dos puritanos; portanto, após a derrota na Batalha de Inverlochy, o Clã Lamont aproveitou a oportunidade para empurrar as fronteiras do controle dos Campbells. Previsivelmente, em 1646, os Campbells se vingaram e invadiram o castelo; depois de receberem hospitalidade, os Campbells massacraram os ocupantes de Lamont em suas camas. Apesar da rendição do chefe dos Lamonts, os Campbells enforcaram muitos membros do Clã Lamont, no que ficou conhecido como o massacre de Dunoon.
Por outro lado, o próximo chefe dos Campbells, o filho do ex-chefe, era um realista; portanto, após a restauração do domínio monarquista, os Campbells não foram finalmente destituídos de seus ganhos. No entanto, depois que Jaime VII chegou ao trono escocês, os Campbells se revoltaram e o chefe foi executado, mas seu filho, o novo chefe, participou da expulsão bem-sucedida de Jaime VII, então os Campbells mais uma vez finalmente mantiveram suas terras.

### Estrada militar
Após a Revolta jacobita de 1745, quando Jaime Francisco Eduardo Stuart tentou recuperar o trono, a falta de estradas nas Terras Altas impediu o exército britânico de avançar para reprimir áreas de agitação. O general Wade ficou então encarregado de implementar um programa para construir estradas militares do centro-norte da Escócia, passando pelas Terras Altas até os fortes no Great Glen. Elas foram construídas por oficiais e soldados. William Caulfeild sucedeu Wade em 1740 e construiu a estrada de Dumbarton via Tarbet para Inveraray através da Cowal, onde é conhecida como "Rest and Be Thankful".

### Turismo
Nos tempos vitorianos, o turismo começou a se estabelecer na costa de Clyde. A propulsão a vapor começou em 1812 e, no final do século XIX, os barcos a vapor com rodas de pás transportaram milhares de habitantes da região de Broomielaw, no centro da cidade, para resorts de férias, incluindo Dunoon na Cowal.

## Esportes e cultura
A trilha Loch Lomond e o Cowal Way se estendem por mais de 57 milhas por Cowal, de Portavadie, na costa sudeste do Loch Fyne, levando a Inveruglas no Loch Lomond, no Parque nacional Lago Lomond e os Trossachs.
O Cowal Highland Gathering, os jogos anuais das montanhas, são realizados anualmente em Dunoon em agosto.

## Castelos na Cowal

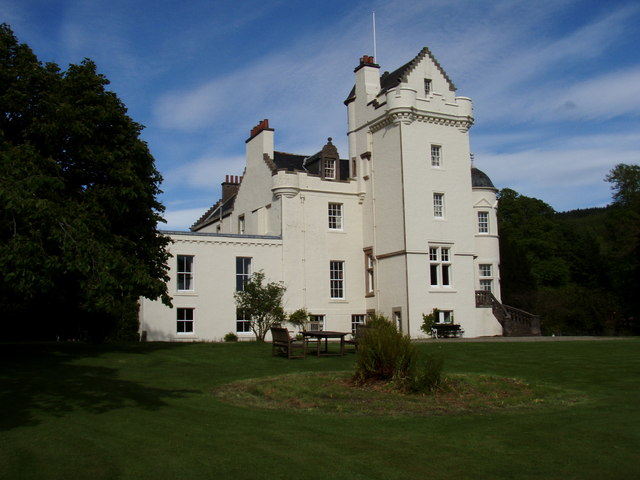
O "castelo" Lachlan do final do século XVIII

- Castelo Auchenbreck, (não está mais de pé) Kilmodan, Glendaruel.
- Castelo Dunans, (ruína, danificado por um incêndio) Glendaruel.
- Novo Castelo Lachlan, (particular) Strathlachlan.
- Antigo Castelo Lachlan, (ruína) Strathlachlan.
- Castelo MacEwen, (não está mais de pé) Kilfinan.
- Castelo Toward, (particular) Toward.